# Fiat 3
Fiat Tipo 3 — легковой автомобиль, выпускавшийся компанией Fiat с 1910 по 1921 год. Был также известен под названием Fiat 20-30 HP.
Автомобиль выпускался в трёх вариантах: "Tipo 3", "Tipo 3A" и "Tipo 3Ter".
- Tipo 3 — выпускался с 1910 по 1912 год. Автомобиль оснащался магнето для работы фонарей наружнего и внутреннего освещения. Двигатель, объёмом 3969 см³, развивал мощность 32 л. с. Выпущено 1322 автомобиля.

- Tipo 3A — выпускался с 1912 по 1921 год. Выпускалась только с кузовом торпедо, однако Fiat продавал также и готовое шасси для установки кузовов других производителей. На автомобиль устанавливался двигатель, объёмом 4398 см³[1], мощностью 40 л. с и четырёх ступенчатая коробка передач. Максимальная скорость автомобиля составляла 80 км/ч. Выпущено 2167 экземпляров.

- Tipo 3Ter — выпускался с 1912 по 1915 год. Автомобиль имел меньшие размеры по сравнению с 3A. В основном поставлялся в вооружённые силы, как Италии, так и других стран. С 1913 года на автомобиль устанавливался двигатель мощностью 45 л. с, что позволяло автомобилю достигать скорости в 95 км/ч (первоначально максимальная скорость составляла 90 км/ч).